# Справа Проф'юмо
Справа Проф'юмо — скандал у політичному житті Великої Британії, що вартував прем'єрського місця Гарольду Макміллану. Скандал був пов'язаний із дівчиною за викликом Кристін Кілер.

Журналісти з'ясували, що Кілер, окрім дружби з Проф'юмо (на той час займав посаду міністра оборони), спілкувалась також із радянським військово-морським аташе у Лондоні, за сумісництвом радянським розвідником Євгеном Івановим. Проф'юмо під тиском преси, що й розкопала цю історію, заявив у палаті громад британського парламенту, що не підтримував із Кілер близьких стосунків. Опублікований невдовзі лист, якого він написав їй, призвів до відставки міністра, а згодом — і до падіння кабінету прем'єр-міністра Гарольда Макміллана, й до поразки консерваторів на чергових парламентських виборах.
Євген Іванов безславно помер у Росії 1994 року. Незадовго до смерті він зустрічався з Кілер у Москві за ініціативою однієї британської газети. Сама Кілер запам'яталась серією відомих світлин 1960-их років й трьома книгами про її стосунки з Івановим та Проф'юмо.